# Juan Manuel Couder
Juan Manuel Couder (Valladolid, 23 de octubre de 1934- Madrid, 18 de mayo de 1999) fue un tenista español. Vencedor del Campeonato de España de Tenis en los años 1955, 1956, 1965 y 1966. Vencedor del Abierto de Canadá en 1962. Finalista del Trofeo Conde de Godó en 1963. Formó parte del Equipo de Copa Davis de España, interviniendo en 17 eliminatorias entre 1956 y 1965, en las que jugó un total de 32 partidos (26 individuales y 6 dobles).